# جرم در ارمنستان
جنایت در ارمنستان شامل انواع مختلف می‌شود. جرم و جنایت شامل قتل، فرار مالیاتی، فساد سیاسی، اخاذی، پول‌شویی، وحشی‌گری پلیس، جرائم سازمان‌یافته، و خشونت قبیله ای یا گروهی است.
در سال ۲۰۱۷، ۲۰۲۸۴ پرونده جنایی در ارمنستان به ثبت رسیده است که این رقم در سال ۲۰۱۶ به ۱۸۷۶۴ رسیده بود. در سال ۲۰۱۸، ۲۲۵۵۱ مورد ثبت شده است که ۱۱٫۲ درصد بیشتر از سال ۲۰۱۷ بود.
ارمنستان در سال ۲۰۱۸ به عنوان یکی از امن‌ترین کشورهای جهان برای مسافران خارجی طبقه‌بندی و انتخاب شده بود. وزارت امور خارجه ایالات متحده آمریکا ارمنستان را به عنوان یک کشور امن برای گردشگران کشور خود طبقه‌بندی کرده است و به ارمنستان بالاترین رتبه ایمنی را در منطقه قفقاز داده است.

## جنایت بر حسب نوع

### قتل
در سال ۲۰۱۲، ارمنستان دارای نرخ قتل ۱٫۸ در هر صد هزار نفر بود. در سال ۲۰۱۲ در مجموع فقط ۵۴ فقره قتل در ارمنستان رخ داد.
در سال ۲۰۱۷، تنها ۴۹ مورد قتل در ارمنستان (حدود ۱٫۶ مورد در هر صد هزار نفر جمعیت) وجود داشت که از ۶۶ مورد که در سال ۲۰۱۶ اتفاق افتاده بود کاهش یافت. در مجموع ۴۰۸ نفر به دلیل پرونده‌های جنایی مختلف جان خود را از دست دادند (از ۴۲۴ نفر در سال ۲۰۱۶)، از جمله ۲۰۲ مورد مرگ ناشی از جرایم منجر به تصادفات جاده ای.
در سال ۲۰۱۸، ارمنستان با ۳۸ مورد، کمترین میزان قتل را در ۳۸ تا ۴۰ سال گذشته ثبت کرد.

### جرایم سازمان یافته
جرایم سازمان یافته در اقتصاد ارمنستان نفوذ زیادی داشته است. در ایروان، قبایل سازمان یافته و جنایتکار معروف به «اخپروتیون» وجود دارند. آنها قدرت خود را از طریق موقعیت و ارتباطات خود کسب می‌کنند. جناح‌های مختلف سیاسی گاهی برای حقوق خود بر سر زمین می‌جنگند. اعضا بر اساس قوانین دنیای اموات که از زندان‌های روسیه آورده شده‌اند سازمان دهی می‌شوند.

### فساد اداری
در سال ۲۰۱۷، ۶۳۴ پرونده جنایی مرتبط با فساد به ثبت رسید که منجر به تعقیب کیفری ۳۷۶ نفر در ادارات کشور ارمنستان شد.

### خشونت خانگی
یک مطالعه در سال ۲۰۰۸ توسط عفو بین‌الملل منتشر شد که نشان می‌داد بیش از یک چهارم زنان در ارمنستان «با خشونت فیزیکی از سوی شوهران یا سایر اعضای خانواده مواجه می‌شوند. از آنجایی که گزارش خشونت خانگی در جامعه ارمنستان به شدت مورد انگ است، بسیاری از این زنان چاره ای جز ماندن در موقعیت‌های خشونت‌آمیز ندارند.
در ژانویه ۲۰۱۸، ارمنستان کنوانسیون شورای اروپا در مورد پیشگیری و مبارزه با خشونت علیه زنان و خشونت خانگی را امضا کرد. ارمنستان همچنین کنوانسیون رفع همه اشکال تبعیض علیه زنان را امضا کرده است.

### حفاظت از محیط زیست
در سال ۲۰۱۷، ۸۸۵ مورد نقض قوانین در مورد حفاظت از محیط زیست به ثبت رسید که منجر به درخواست غرامت ۳۳۴۶ میلیون درام شد.
در سال ۲۰۱۸، دولت ارمنستان و اتحادیه اروپا برنامه اقدام مشترکی را برای توسعه و اجرای سیاست‌هایی برای حفاظت سطح بالایی از محیط زیست در ارمنستان را ثبت می‌کرد، آغاز کردند و به ثبت رساندند.

### بر اساس مکان
در سال ۲۰۱۷، ۱۰۲۱۹ پرونده جنایی در ایروان ثبت شده بود که حدود نیمی از کل ۲۰۲۸۴ پرونده جنایی در ارمنستان به ثبت رسیده بود را تشکیل می‌داد.